# Pinza di Satinsky
La pinza di Satinsky (in inglese Satinsky clamp) è una pinza emostatica, frequentemente utilizzata in chirurgia vascolare per interrompere il flusso sanguigno in un vaso.
Lo strumento, inventato dal chirurgo Victor Paul Satinsky, è caratterizzato da una curvatura ad uncino angolato nella parte terminale, in cui è presente una zigrinatura per agevolare la presa ed impedire lo scivolamento sul vaso.